# Débora Nascimento
Débora Nascimento, född 16 juni 1985 i Suzano i Brasilien, är en brasiliansk skådespelerska och modell.
Débora Nascimento började sin skådespelarkarriär i Tv-serien Tropiskt Paradis 2007 som Elisa. Denna roll ledde till att hon fick en roll i den amerikanska filmen The Incredible Hulk 2008.
2008 var hon också fotomodell i tidningen UM (Umberto Mascolino). 

## Filmografi

### TV-serier
- 2007 - Paraíso Tropical .... Elisa
- 2007 - Duas Caras .... Andréia Bijou
- 2008 - Guerra e Paz .... Ruthinha
- 2008 - Uma Noite no Castelo .... Zara
- 2009 - Viver a Vida .... Roberta
- 2012 - Avenida Brasil .... Tessália
- 2013 - Flor do Caribe .... Taís

### Filmer
- 2008 - The Incredible Hulk .... Martina
- 2009 - Budapeste .... Teresa